# Роте-Фане (Павлодарская область)
Роте-Фане (каз. Роте-Фане) — упразднённое село в Иртышском районе Павлодарской области Казахстана. Ликвидировано в 2001 году. Входило в состав Косагашского сельского округа.

## Население
В 1989 году население села составляло 256 человек. По данным переписи 1999 года, в селе проживало 79 человек (34 мужчины и 45 женщин).